# Cruz Paredes
Cruz Paredes è un comune del Venezuela situato nello stato del Barinas.
Il capoluogo del comune è la città di Barrancas.